# ダカーポ (雑誌)
『ダカーポ』（dacapo、1981年11月創刊 - 2007年12月休刊）は、マガジンハウス社が発行していた情報誌。毎月第1、3水曜日の月2回発行。

## 概要
1981年11月創刊。創刊時のキャッチコピーは、「現代そのものが圧縮されているリトルマガジン」。誌面で取り上げるジャンルは、政治・経済・宗教・文学・サブカルチャーなどと幅広く、記事の内容は「…研究」や「…の噂検証」といったものが多い。スキャンダルを扱うこともあるため、『噂の眞相』や『サイゾー』などと比較されることもある。
創刊25周年となる2006年には、キャッチコピーを「現代が3時間でわかる、情報誌」に改め、ビジネスサイドも強化した。
しかし、最盛期には約20万部だった発行部数が、インターネットの普及が原因で末期には半分以下の約8万部に落ち込み、2007年12月5日、通巻620号となる2007年12月下旬号の発売を以て休刊することになった。
その後は、WEBマガジンとして継続している。